# Jiří Piroch
Jiří Piroch (* 31. srpna 1995) je český fotbalista, který hraje jako obránce za polský klub Odra Opole. Začínal ve Viktorii Plzeň, ale za tým nehrál a byl z něj poslán šestkrát na hostování, včetně hostování v Jablonci a Karviné, klubech hrajících nejvyšší českou soutěž. V roce 2019 přestoupil do Dukly Praha, kde podepsal čtyřletou smlouvu. V roce 2023 odešel do Polska.